# 1. SBC Bielefeld
Der 1. SBC Bielefeld (offiziell: 1. Snooker & Billard Club Bielefeld e. V.) ist ein Billardverein aus Bielefeld. Die erste Mannschaft spielte zwei Jahre in der 1. Snooker-Bundesliga.

## Geschichte
| Platzierungen (seit 1999) | Platzierungen (seit 1999) | Platzierungen (seit 1999) |
| Saison                    | Liga (Spielklasse)        | Platz                     |
| ------------------------- | ------------------------- | ------------------------- |
| 1999/2000                 | 1. Bundesliga (1)         | 2                         |
| 2000/01                   | 1. Bundesliga (1)         | 3                         |
| 2001/02                   | nicht bekannt             |                           |
| 2002/03                   | 2. Bundesliga Nord (2)    | 3                         |
| 2003/04                   | 2. Bundesliga Nord (2)    | 7                         |
| 2004/05                   | 2. Bundesliga Nord (2)    | 2                         |
| 2005/06                   | 2. Bundesliga Nord (2)    | 5                         |
| 2006/07                   | 2. Bundesliga Nord (2)    | 3                         |
| 2007/08                   | 2. Bundesliga Nord (2)    | 3                         |
| 2008/09                   | 2. Bundesliga Nord (2)    | 7                         |
| 2009/10                   | Oberliga Westfalen (3)    | 1                         |
| 2010/11                   | Oberliga Westfalen (3)    | 4                         |
| 2011/12                   | Oberliga Westfalen (3)    | 4                         |
| 2012/13                   | Oberliga NRW (3)          | 2                         |
| 2013/14                   | Oberliga NRW (3)          | 2                         |
| 2014/15                   | 2. Bundesliga Nord (2)    | 7                         |
| 2015/16                   | Oberliga NRW (3)          | 6                         |
| 2016/17                   | Oberliga NRW (3)          | 6                         |
| 2017/18                   | Landesliga NRW B (5)      | 7                         |
| 2018/19                   | Landesliga NRW B (5)      | 1                         |
| 2019/20                   | Verbandsliga BV NRW (4)   | 1                         |
| 2020/21                   | Oberliga NRW (3)          | –                         |
| 2021/22                   | Oberliga NRW (3)          | 6                         |
| 2022/23                   | Oberliga NRW (3)          |                           |

Der Verein wurde im Jahre 1989 gegründet und hat seinen Vereinssitz im Stadtteil Stieghorst. Auf 450 Quadratmetern verfügt der Verein über zwölf Snookertische, davon vier mit Steelblock-Banden. Im Jahre 1999 stiegen die Bielefelder in die 1. Snooker-Bundesliga auf und wurde auf Anhieb Vizemeister hinter dem 1. SC Breakers Rüsselsheim. Ein Jahr später wurde der 1. SBC Dritter, zog sich dann aber aus unbekannten Gründen aus der Bundesliga zurück. Im Jahre 2002 gelang dann der Aufstieg in die 2. Bundesliga und wurde dort 2005 Vizemeister hinter dem SCSC Kiel. Nach dritten Plätzen in den Jahren 2007 und 2008 folgten dann 2009 der Abstieg. Fünf Jahre später gelang noch einmal der Aufstieg in die 2. Bundesliga, jedoch mussten die Bielefelder als Vorletzter direkt wieder absteigen.
Nach dem Abstieg aus der zweiten Liga spielte der 1. SBC zwei Jahre in der Oberliga, bevor die Mannschaft 2017 in die fünftklassige Landesliga zurückgezogen wurde. Durch zwei erste Plätze in den Spielzeiten 2018/19 und 2019/20 gelang die Rückkehr in die Oberliga.

## Aktuelle und ehemalige Spieler
(Auswahl)
- Daniel Berkemann
- Arif Cesme
- Jan Eisenstein
- Nils Hartung
- Julien Lange
- Wojciech Pastor
- Manuel Preuß
- Mark Russell
- Fabian Tost